# Nož Gebel el-Arak
Nož Gebel el-Arak, ili nož Jebel el-Arak, nož je od bjelokosti i kremena koji potječe iz razdoblja Naqada II egipatske prapovijesti (3500. – 3200. pr. Kr.), a pokazuje mezopotamski utjecaj. Nož je 1914. u Kairu kupio Georges Aaron Bénédite za Louvre, gdje je sada izložen u krilu Sully, soba 20. U trenutku kupnje, prodavač je navodno izjavio da je pronašao dršku noža na mjestu Gebel el-Arak, ali danas se vjeruje da dolazi iz Abydosa.

## Kupnja i podrijetlo

### Kupnja
Nož Gebel el-Arak kupio je za Louvre filolog i egiptolog Georges Aaron Bénédite u veljači 1914. od privatnog trgovca antikvitetima M. Nahmana u Kairu. Bénédite je odmah prepoznao izvanredno stanje očuvanosti predmeta kao i njegovu veliku starost. Dana 16. ožujka 1914. godine, Charlesu Boreuxu, tadašnjem šefu odjela za antiqueités égyptiennes iz Louvrea, napisao je o predmetu koji mu je nesuđeni trgovac ponudio. Pismo.je glasilo:
[...] arhaični kremeni nož s drškom od bjelokosti najveće ljepote. Ovo je remek-djelo predinastične skulpture [...] izvedeno s izvanrednom finoćom i elegancijom. Ovo je djelo vrlo detaljno [...], a interes onoga što nož predstavlja nadilazi umjetničku vrijednost artefakta. S jedne strane je prizor lova; s druge strane poprište rata ili prepada. Na vrhu scene lova [...] lovac nosi veliku haldejsku odjeću: glavu pokriva kapa poput one u našoj Gudeji [...] i drži dva lava koji stoje pored njega. Možete prosuditi važnost ovog azijskog prikaza [...] mi ćemo posjedovati jedan od najvažnijih pretpovijesnih spomenika, ako ne i više. To je, definitivno, u materijalnom i sažetom obliku, prvo poglavlje povijesti Egipta (naglasak u izvorniku) .
U trenutku kupnje, oštrica i ručka bili su odvojeni, jer prodavač nije shvatio da su dio iste cjeline. Boreux je kasnije predložio da se nož obnovi i da se oštrica i drška spoje zajedno. To je u ožujku 1933. godine izveo Léon André, koji je uglavnom radio na konsolidaciji kompleta i očuvanju drške od bjelokosti. Najnoviju restauraciju noža poduzeli su 1997. Agnès Cascio i Juliette Lévy.

### Podrijetlo
U vrijeme kada je Bénéditea kupio ovaj artefakt, trgovac je rekao da je drška noža pronađena na mjestu Gebel el-Arak (جبل العركى), platou u blizini sela Nag Hammadi, 40 km južno od Abydosa. Međutim, pravo porijeklo noža ukazuje Bénédite u svom pismu Boreuxu. Napisao je:
[...] prodavač nije sumnjao da kremen [oštrica] pripada ručki i predstavio mi ga je kao primjer nedavnih nalaza iz Abydosa.
Da nož doista potječe iz Abydosa, potkrepljuje i inače potpuno odsustvo arheoloških nalaza iz Gebel el-Araka, dok su u ovom trenutku kod Umm el-Qa'aba Émilea Amélineaua, Flindersa Petriea, Édouarda Navillea i Thomasa Erica Peeta vršili intenzivna iskopavanja nekropola predinastičkih i ranodinastičkih vladara u Abidosu.

## Opis

### Oštrica
Oštrica noža izrađena je od homogenog finozrnatog žućkastog kremena, vrste egipatskog kremena zvanog rožnjača. Kremen je široko dostupan u Egiptu, od Kaira do Esne, ali oštrice svečanih kremenih noževa bile su isključivo izrađene od kreme boje karamele, možda zato što ova boja nalikuje boji metala. Oštrica je izrađena od izvornog kamena u pet faza:
- Gruba obrada izvornog kamena.
- Predformiranje oštrice perkusijskim ljuštenjem.
- Poliranje obje strane oštrice. Ova operacija potrebna je prije ljuskanja, pogledajte dolje. Jedna strana oštrice ostala je polirana i nije dalje obrađovana, te ima tako glatku površinu, možda s ciljem da imitira metalnu oštricu.[2]
- Valovitost s jedne strane oštrice. To se postiže jednoličnim uklanjanjem dugih i tankih traka kamena s paralelnim ljuštenjem pod pritiskom, stvarajući redoviti uzorak S vala na površini kamena. Analiza udarnih valova na površini oštrice otkriva da su nastali od vrha do dna oštrice i slijeva udesno, u smjeru obrnutom od kazaljke na satu. Ovaj je rad vjerojatno izveden šiljastim bakrenim alatima. Talasanje ljuskanja ove strane oštrice ne utječe na njezinu oštrinu, što ukazuje na to da je možda imalo umjetničku svrhu.
- Fino nazubljenje ruba oštrice mikro-ljuskanjem. Ovaj korak daje oštrici oštrinu.

Oštrica noža Gebel el-Arak, kao i ostalih ovakvih noževa iz istog razdoblja, smatraju se vrhuncem silex tehnika izrade alata. Stručnjaci za predinastičko razdoblje Egipta, poput Béatrix Midant-Reynes, tvrde da kvaliteta i količina rada potrebnog za stvaranje oštrice nadilazi ono što je potrebno za funkcionalni nož. Stoga bi svrha i vrijednost noža bila umjetnička, oštrica je demonstracija tehničkih vještina usmjerenih na ljepotu rezultata. Ova je hipoteza ojačana detaljnom analizom istrošenosti oštrice koja pokazuje da nož nikada nije korišten.
Oštrica je teška 92,3 grama, a precizne dimenzije su sljedeće:
| Ukupna dužina:                | 18.8 cm |
| Širina oštrice u središtu:    | 5.7 cm  |
| Debljina oštrice u središtu:  | 0.6 cm  |
| Duljina oštrice unutar ručke: | 2.8 cm  |
| Širina oštrice unutar ručke:  | 3.7 cm  |

### Ručka
Drška je izrađena od bjelokosti slonove kljove, a ne od očnjaka nilskog konja kako se prvo mislilo. Drška je bila uklesana duž osi kljove, o čemu svjedoči tamno mjesto smješteno iznad glave "Gospodara životinja", a to je vrh pulpne šupljine kljove. Nkon što je izvađena iz kljove, drška je ispolirana s obje strane i izdubljena kako bi primila oštricu. Debljina drške oko tanga oštrice varira od 2 do 3 mm, što se objašnjava tako da je tamo slonovača ispucala, a neki su komadi izgubljeni. Na dnu drške rub je bio zakošen i vjerojatno je bio prešan plemenitim metalom kako bi ojačao sklop drške oštrice. U trenutku kupnje, Bénédite je izvijestio da je mogao vidjeti tragove zlatnih listića na dnu drške, ali toga sada više nema. Sklop podržava hipotezu da nož nije bio funkcionalan: ubod oštrice je prekratak, a drška pretanka da bi nož bio praktičan. 
Drška je bogato izrezbarena u niskom reljefu, s prizorom bitke koja bi kod dešnjaka bila okrenuta prema njemu i s mitološkim temama s druge strane. Ova strana u sredini ima rupicu kroz koju se može provući remen. Što se tiče oštrice, analiza istrošenosti gumba pokazala je da nikada nije korišten. Rezbarije su izvedene na poliranoj površini kljove silex mikroburinom od vrha do dna, jedan za drugim. Obrtnik je prvo isklesao glavne figure, a zatim je urezao mjesta na kojima se likovi susreću, poput grba boraca. Dubina rezbarenja ne prelazi 2 mm. 
Neki autori smatraju da se dugme ili glava morali nositi prema van, što podrazumijeva da bočnu stranu gumba treba smatrati prednjom, a glatku stranu stražnjom stranom.
Precizne dimenzije ručke su kako slijedi:
| Ukupna dužina:      | 9.5 cm |
| Širina osnove:      | 4.2 cm |
| Prosječna debljina: | 1.2 cm |
| Duljina gumba:      | 2.0 cm |
| Širina gumba:       | 1.3 cm |
| Debljina gumba:     | 1.0 cm |

## Reljefi

### Paralele
Nekoliko tema i dizajna vidljivih u nožu Gebel el-Arak, mogu se vidjeti i u drugim suvremenim egipatskim umjetničkim djelima, poput freske iz groba 100 u Hierakonpolisu (oko 3500. – 3200. pne.), s prizorom Gospodar životinja, prikazuje čovjeka koji se bori protiv dva lava, pojedinačne scene borbe ili čamce. Stilistički, nož Gebel el-Arak pripada važnoj skupini rezbarenja bjelokosti Naqada II.

### Daljnje čitanje
- Grimal, Nicolas-Christophe. 1992. A History of Ancient Egypt. Blackwell

## Vanjske poveznice
|  | Zajednički poslužitelj ima još gradiva o temi Nož Gebel el-Arak |

- Nož Gebel el Arak, Slike na stražnjoj strani drške
- Nož Gebel el Arak, Prikaz predinastičke scene bitke
- Kompletna pripovijest o događajima prikazanim na nožu Gebel el-Arak.
- (in French) Poignard "du Gebel el-Arak", službena stranica Louvrea .